# Jacob deGrom
Jacob Anthony deGrom (DeLand, 19 giugno 1988) è un giocatore di baseball statunitense che gioca nel ruolo di lanciatore per i Texas Rangers della Major League Baseball (MLB).

## Minor League
DeGrom fu scelto al 9º giro del draft amatoriale del 2010 come 272ª scelta dai New York Mets. Nello stesso anno debuttò nelle minor league coi Kingsport Mets della Appalachian League, finendo con una vittoria e una sconfitta e 5.19 di ERA in 6 partite, tutte come partente (26.0 inning). Nel 2011 saltò l'intera stagione dopo essersi sottoposto alla Tommy John surgery per riparare un legamento nel gomito.
Nel 2012 deGrom giocò con due squadre finendo con 9 vittorie e 3 sconfitte e 2.43 di ERA e in 19 partite tutte da partente (111.1 inning). Nel 2013 giocò con tre squadre finendo con 7 vittorie e altrettante sconfitte e 4.51 di ERA in 26 partite tutte da partente (147.2 inning). Il 20 novembre venne inserito nel roster dei New York Mets per proteggerlo dal Rule 5 Draft.
Nel 2014 deGrom giocò al livello AAA con i Las Vegas 51s della Pacific Coast League, finendo con 4 vittorie e nessuna sconfitta e 2.58 di ERA in 7 partite, tutte da partente (38.1 inning).

## Major League

### New York Mets

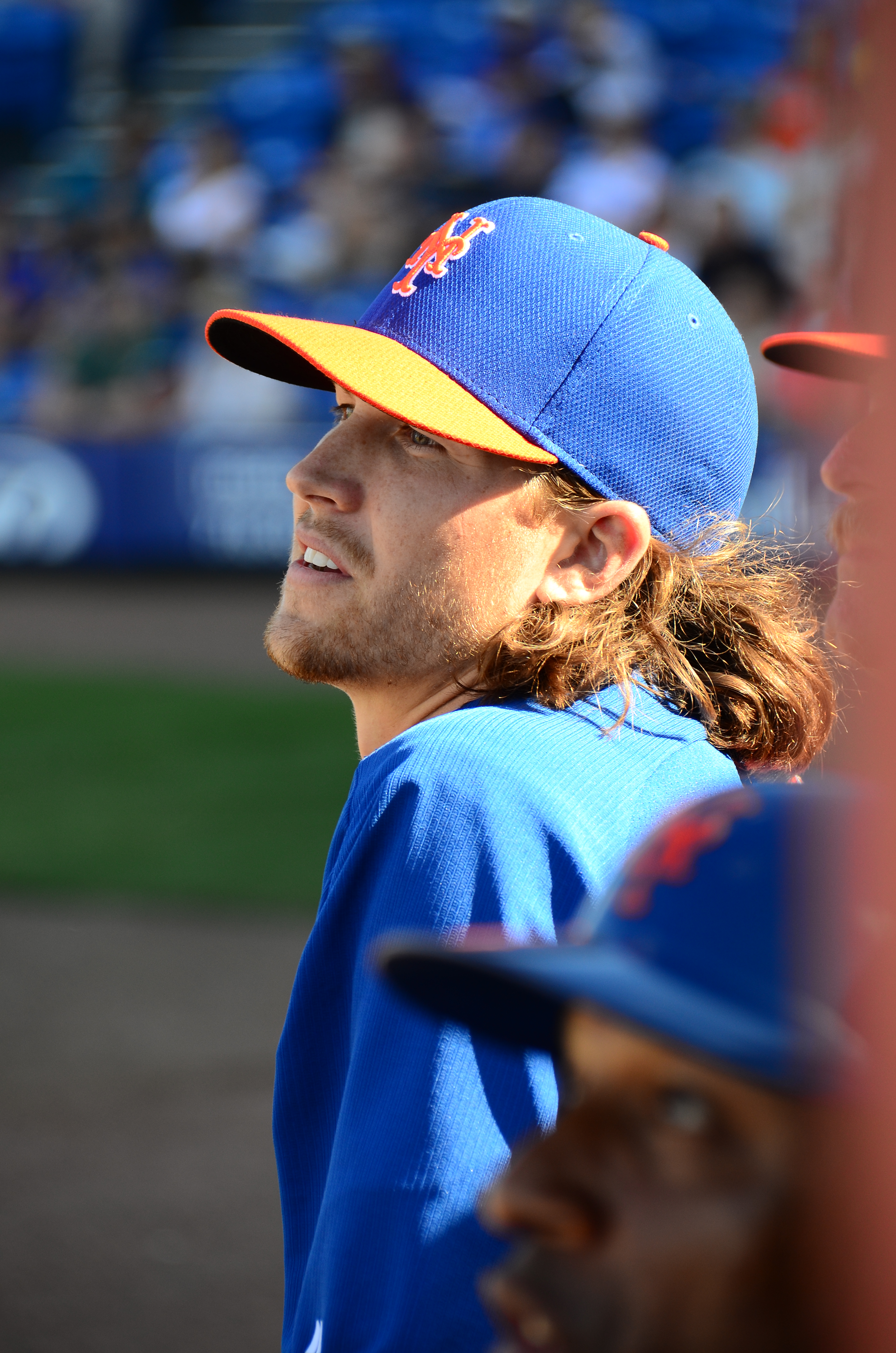
deGrom nel 2014

Il 13 maggio 2014, deGrom venne promosso in prima squadra. Debuttò nella MLB il 15 maggio 2014, al Citi Field di New York contro i New York Yankees. L'8 agosto venne messo sulla lista degli infortunati dove rimase per 15 giorni a causa di una infiammazione ai tendiniti della cuffia dei rotatori nella spalla destra. A fine stagione fu premiato come rookie dell'anno della National League chiudendo con 9 vittorie e 6 sconfitte e 2.69 di ERA in 22 partite tutte da partente (140.1 inning).

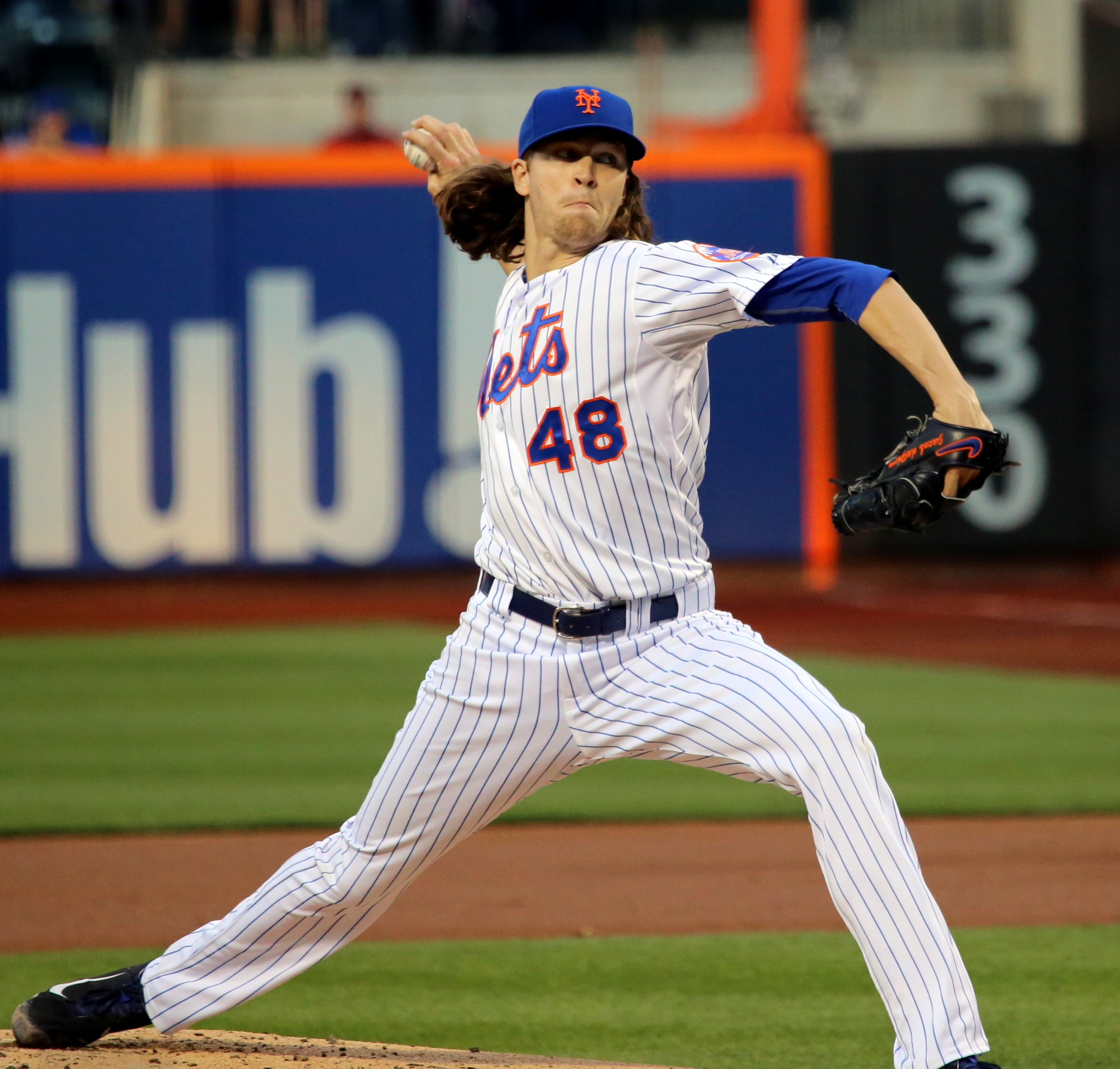
deGrom nel 2015

Nella sua seconda stagione fu convocato per il suo primo All-Star Game. Concluse con 14 vittorie (settimo nella NL) e 8 sconfitte, 2.54 di ERA (quarto nella NL) in 30 partite, tutte da partente (191.0 inning). Coi Mets raggiunse le World Series 2015 dove la sua squadra fu sconfitta dai Kansas City Royals per quattro gare a una. deGrom iniziò come partente gara 2 dove concesse 4 punti, risultando il lanciatore perdente.
Il 17 luglio 2016 al Citizens Bank Park a Filadelfia contro i Philadelphia Phillies, deGrom disputò la sua prima partita completa senza subire punti. Chiuse con 7 vittorie e 8 sconfitte e 3.04 di ERA in 24 partite tutte da partente (148.0 inning).
Il 13 gennaio 2017 deGrom firmò un rinnovo annuale del valore di 4,05 milioni di dollari. Chiuse con 15 vittorie (sesto nella NL) e 10 sconfitte, 3.53 di ERA (decimo nella NL) in 31 partite tutte da partente, di cui una completa (201.1 inning).
Nel 2018 deGrom fu convocato per il suo secondo All-Star Game e guidò la MLB con una media PGL di 1.70, venendo premiato con il suo primo Cy Young Award.
Nel durante la stagione 2019 venne convocato per la terza volta per l'All-Star Game e successivamente a stagione conclusa venne premiato con il suo secondo Cy Young Award. Nel 2020 concluse la stagione come capoclassifica per numero di strikeout realizzati.
Nel 2021 disputò solamente quindici partite, l'ultima di esse il 7 luglio, poiché a causa di infortuni all'avanbraccio e al gomito, dovette saltare il resto della stagione.

### Texas Rangers
Il 2 deGrom firma un contratto quinquennale da 185 milioni di dollari con i Texas Rangers. Nella stagione 2023 ha fatto 6 partenze con i Rangers con un ERA di 2.67 in 30.1 inning lanciati, collezionando anche 45 strikeout. Il 6 giugno i Rangers comunicano che deGrom avrebbe dovuto sottoporsi a un intervento chirurgico di Tommy John dopo aver subito la rottura del legamento crociato anteriore del gomito destro. Nonostante il suo infortunio i Rangers vincono comunque le World Series 2023 per 4-1 contro gli Arizona Diamondbacks

## Palmarès
- MLB All-Star: 4

2015, 2018, 2019, 2021
- Esordiente dell'anno della National League

2014
- Cy Young Award: 2

2018, 2019
- Defensive Players of the Year: 1

2015
- Capoclassifica in media PGL: 1

NL: 2018
- Capoclassifica in strikeout: 2

NL: 2019, 2020
- Lanciatore del mese: 2

NL: aprile e giugno 2021
- Esordiente del mese: 2

NL: luglio e settembre 2014
- Giocatore della settimana: 3

NL: 27 luglio 2014, 7 giugno 2015, 18 giugno 2017